# Armand Calmel
Pour les articles homonymes, voir Calmel.
Armand Calmel est un homme politique né le 7 avril 1871 au Bouscat et décédé le 20 septembre 1959 à Bordeaux (Gironde).

## Avocat et notable local
Après de brillantes études de droit, il s'inscrit au barreau de Bordeaux et y siège comme avocat à la Cour d'Appel.
Parallèlement, il milite dans les organisations locales des formations modérées, devenant président de la Jeunesse républicaine de la Gironde et secrétaire général de l'Alliance républicaine arcachonnaise. Devenu président de la fédération girondine du Parti républicain démocratique et social, il est élu au Sénat en 1924. Il y rejoint le groupe de l'Union démocratique et radicale, expression sénatoriale de la mouvance des Radicaux indépendants. 
Reconduit à ce poste lors du renouvellement de 1932, il siège à la commission de l'Agriculture ainsi qu'à la commission de la Législation civile et criminelle dont il devient vice-président en 1933.

## Adversaire farouche du suffrage féminin
Il s'illustre également par ses arguments contre le droit de vote des femmes, déclarant notamment : « Nous sommes disposés à accorder aux femmes tout ce que leur sexe a le droit de demander, mais en dehors de la politique. Donner le droit de vote aux femmes, c'est l'aventure, le saut dans l'inconnu, et nous avons le devoir de ne pas nous précipiter dans cette aventure. Ayons le courage de rester nous-mêmes. Nous avons remonté d'autres courants que le féminisme. Nous avons remonté le courant du boulangisme, le courant du nationalisme et toutes les fois que la République a été en péril c'est le Sénat qui l'a sauvée ».
Ou encore : « La femme elle-même a tout à perdre à entrer dans les luttes électorales. Que de déceptions et de souffrances nous lui éviterons en ne lui donnant pas le droit de vote.»
Le 10 juillet 1940, il vote en faveur de la remise des pleins pouvoirs au Maréchal Pétain. A la Libération, il ne retrouve pas de nouveau mandat parlementaire et se retire de la vie politique.

### Sources
- « Armand Calmel », dans le Dictionnaire des parlementaires français (1889-1940), sous la direction de Jean Jolly, PUF, 1960 [détail de l’édition]